# ورخنیه مولبکی
ورخنیه مولبکی (به لاتین: Verkhniye Mulebki) یک منطقهٔ مسکونی در روسیه است که در شهرستان آگولسکی واقع شده‌است.